# 双生隐盘芹
双生隐盘芹（学名：Cryptodiscus didymus）为伞形科隐盘芹属的植物。分布在中国大陆的新疆等地，生长于海拔430米至1,300米的地区，多生在荒漠草原带砾石的粘质土上及干山坡上，目前尚未由人工引种栽培。